# Antissa cuprea
Antissa cuprea är en tvåvingeart som först beskrevs av Walker 1849.  Antissa cuprea ingår i släktet Antissa och familjen vapenflugor. Inga underarter finns listade i Catalogue of Life.